# Тэкапыль-Толька
Тэкапыль-Толька (устар. Тэгыбыль-Толька) — река в России, протекает по территории Красноселькупского района Ямало-Ненецкого автономного округа. Устье реки находится в 379 км по правому берегу реки Тольки. Длина реки — 18 км.

## Данные водного реестра
По данным государственного водного реестра России относится к Нижнеобскому бассейновому округу, водохозяйственный участок реки — Таз. Речной бассейн реки — Таз.
Код объекта в государственном водном реестре — 15050000112115300066243.